# Bomba aérea

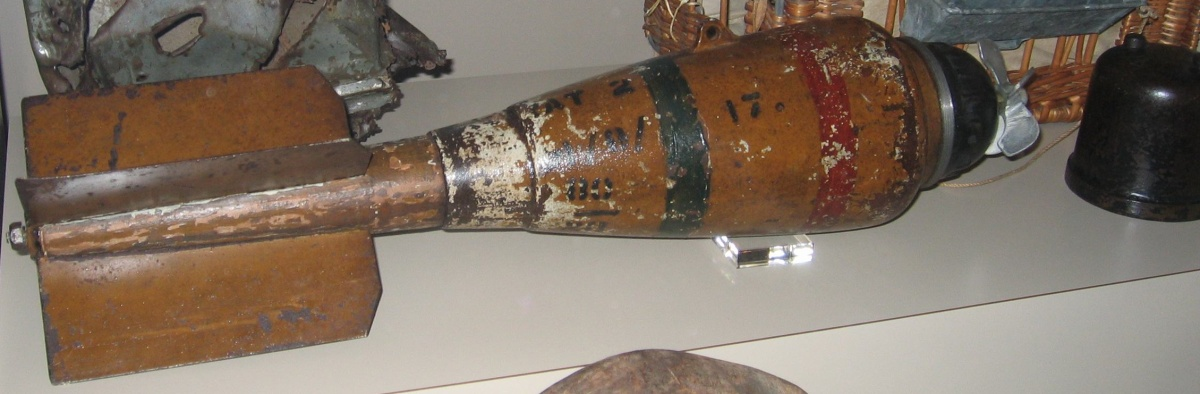
Uma bomba British Cooper de 9.1 kg usada durante a Primeira Guerra Mundial

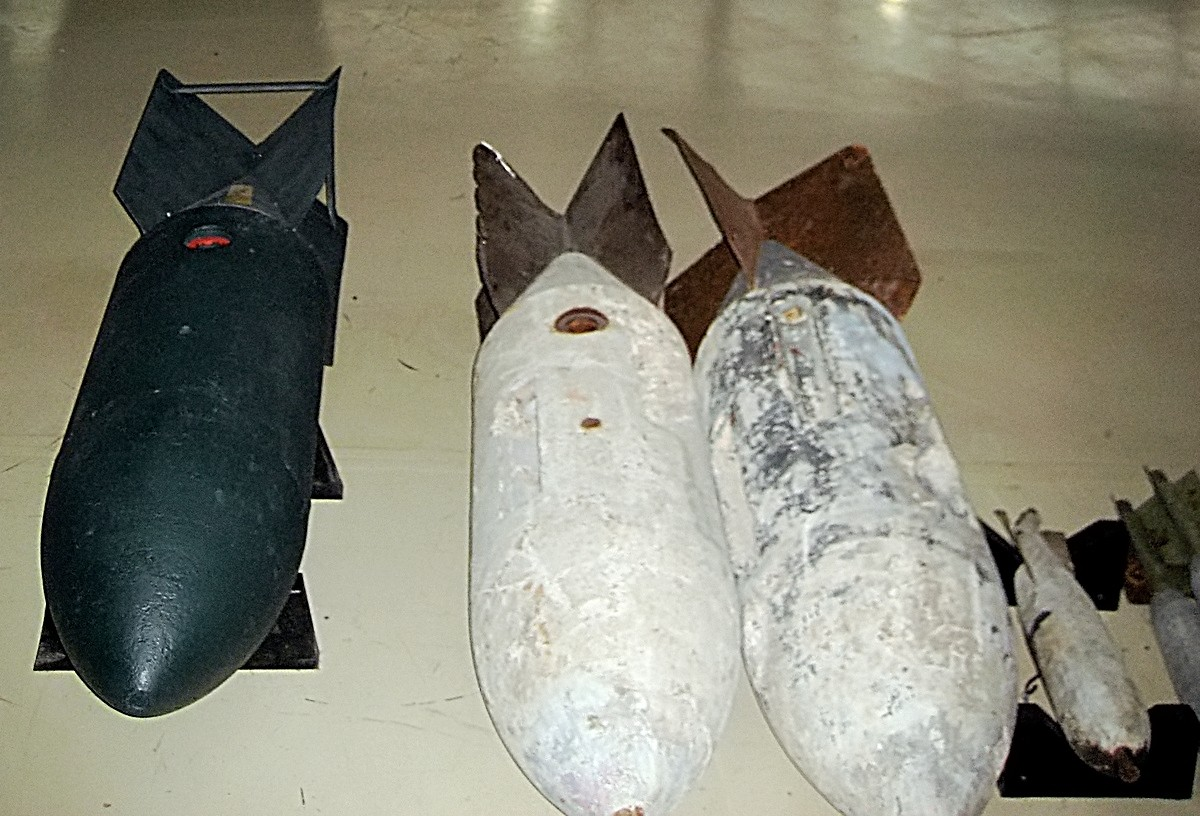
Bombas alemãs da Segunda Guerra Mundial: explosivas à esquerda, concreto à direita (250 kg e 50 kg), Coleção de Aeronaves das Forças Armadas Norueguesas (2007)

Uma bomba aérea é um tipo de arma explosiva ou incendiária destinada a viajar pelo ar em uma trajetória previsível. Os engenheiros geralmente desenvolvem essas bombas para serem lançadas de uma aeronave.
O uso de bombas aéreas é denominado bombardeio aéreo.

## Tipos de bomba
As bombas aéreas incluem uma vasta gama e complexidade de designs. Estes incluem bombas de gravidade não guiadas, bombas guiadas, bombas lançadas à mão de um veículo, bombas que precisam de um grande veículo de entrega especialmente construído; bombas integradas ao próprio veículo (como uma bomba planadora), bombas de detonação instantânea ou bombas de ação retardada.
Tal como acontece com outros tipos de armas explosivas, as bombas aéreas visam matar e ferir pessoas ou destruir material através da projeção de uma ou mais explosões, fragmentação, radiação ou fogo para fora do ponto de detonação.

## Primeiras bombas

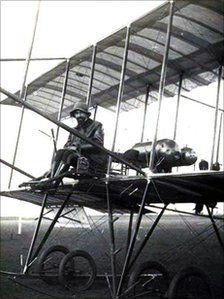
Giulio Gavotti em um biplano Farman, Roma 1910

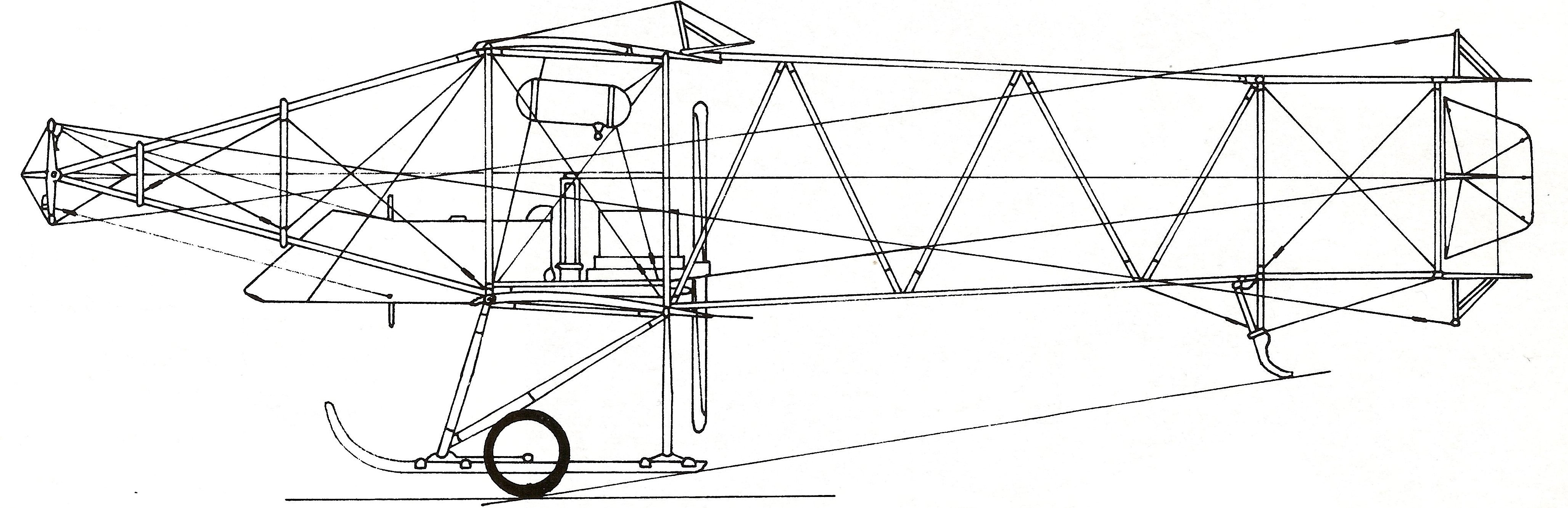
Albatros F-2, o primeiro avião usado como bombardeiro

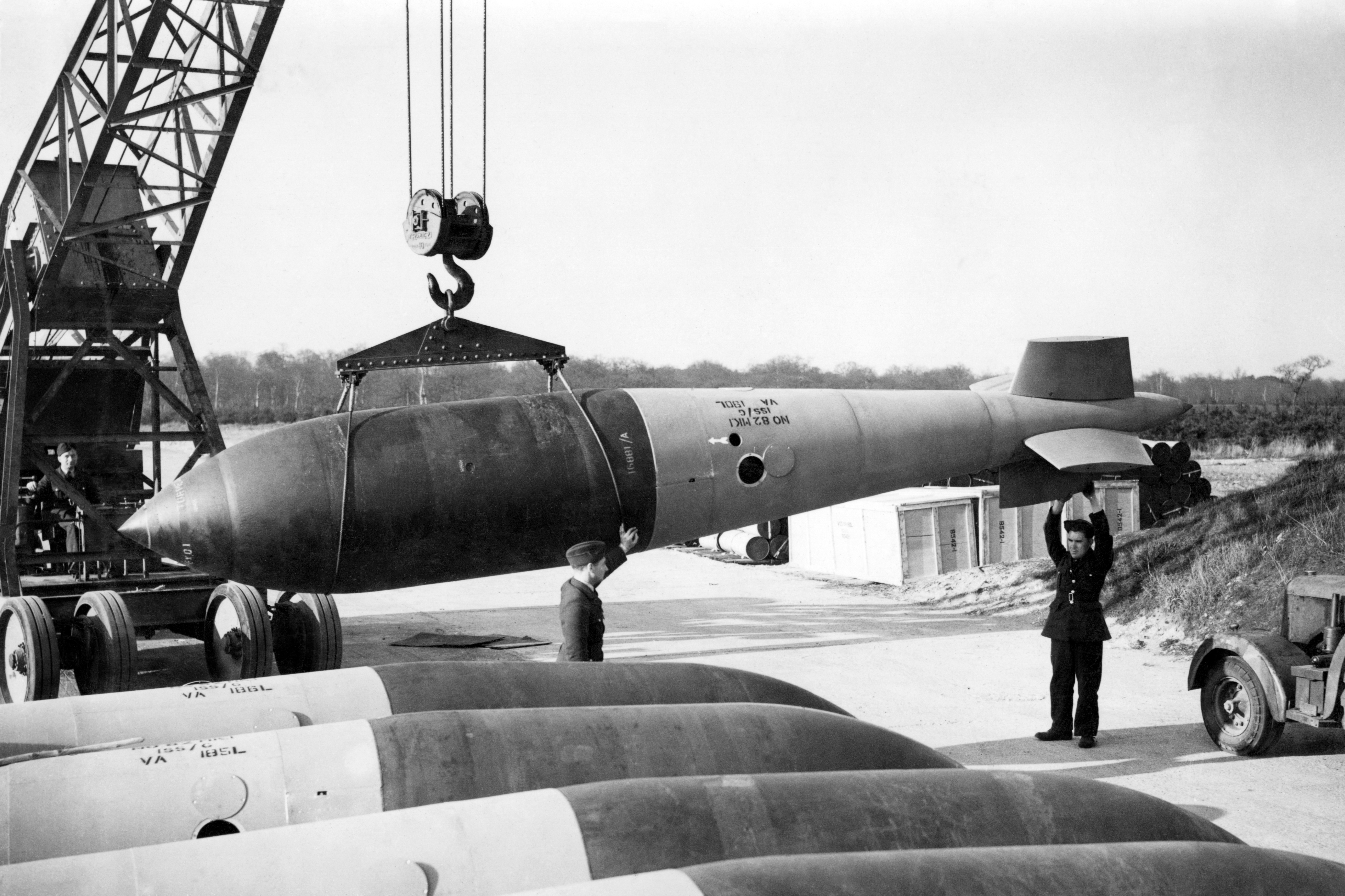
Bomba "Grand Slam" da Força Aérea Real, início de 1945

As primeiras bombas entregues a seus alvos por via aérea foram bombas individuais transportadas em balões de ar quente não tripulados, lançados pelos austríacos contra Veneza em 1849 durante a Primeira Guerra da Independência Italiana.
As primeiras bombas lançadas de uma aeronave mais pesada que o ar foram granadas ou dispositivos semelhantes a granadas. Historicamente, o primeiro uso foi por Giulio Gavotti em 1 de novembro de 1911, durante a Guerra Ítalo-Turca.

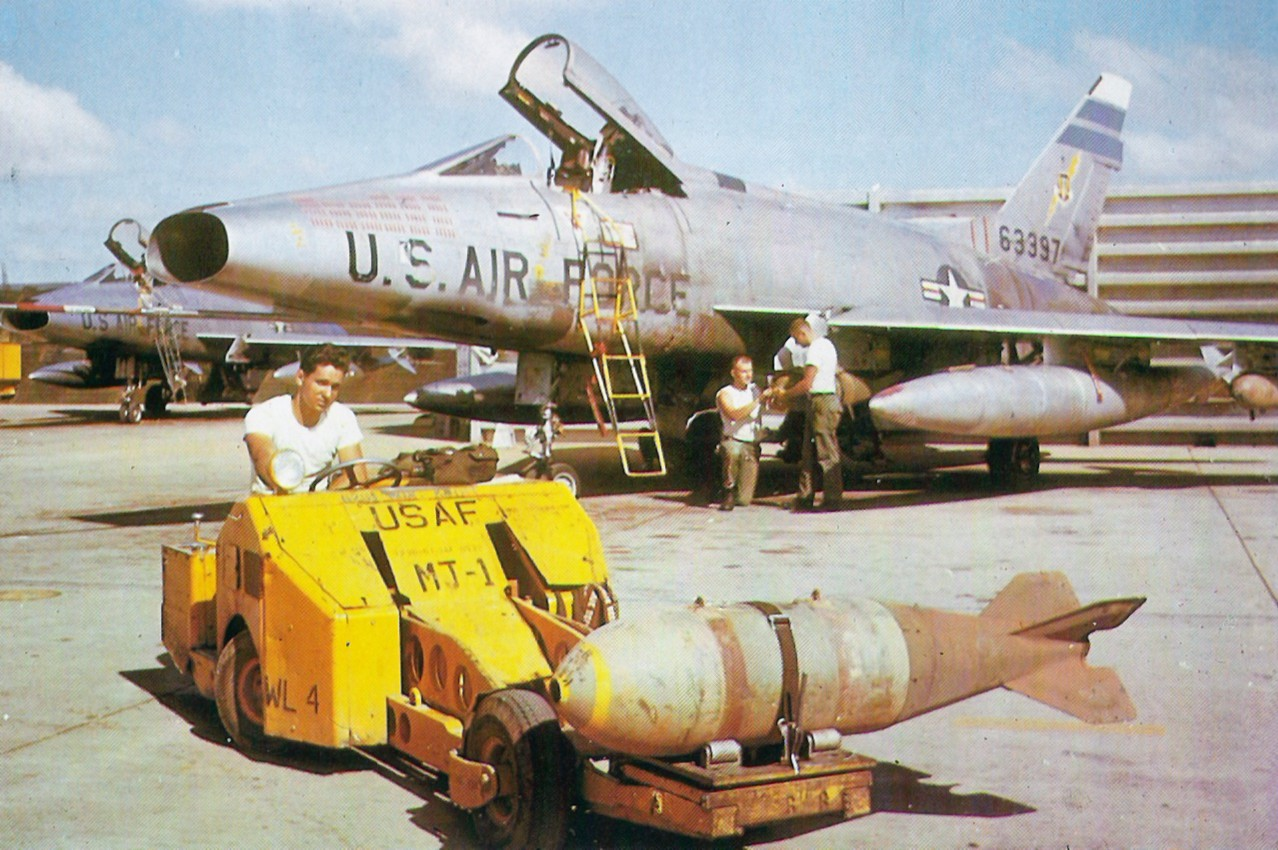
Um F-100 Super Sabre do 308º TFS, sendo carregado com bombas Mk 117 (340 kg), Base Aérea de Tuy Hoa, Vietnã do Sul (1966)

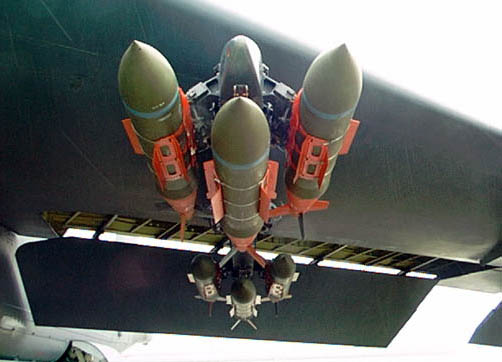
Bombas GBU-31 guiadas por JDAM modernas

Em 1912, durante a Primeira Guerra Balcânica, o piloto da Força Aérea Búlgara Christo Toprakchiev sugeriu o uso de aeronaves para lançar "bombas" (chamadas granadas no exército búlgaro na época) em posições turcas. O capitão Simeon Petrov desenvolveu a ideia e criou vários protótipos adaptando diferentes tipos de granadas e aumentando sua carga útil.
Em 16 de outubro de 1912, o observador Prodan Tarakchiev lançou duas dessas bombas na estação ferroviária turca de Karağaç (perto da sitiada Edirne) de um avião Albatros F.2 pilotado por Radul Milkov, pela primeira vez nesta campanha.

## Descrição técnica
Bombas aéreas normalmente usam uma espoleta de contato para detonar a bomba no momento do impacto, ou uma espoleta de ação retardada iniciada pelo impacto.

## Confiabilidade
Nem todas as bombas lançadas detonam; falhas são comuns. Estimou-se que durante a Segunda Guerra Mundial cerca de 10% das bombas alemãs falharam em detonar e que as bombas aliadas tiveram uma taxa de falha de 15% ou 20%, especialmente se atingiram solo macio e usaram um mecanismo de detonação do tipo pistola em vez de espoletas. Muitas bombas foram lançadas durante a guerra; milhares de bombas não detonadas que podem detonar são descobertas todos os anos, particularmente na Alemanha, e precisam ser desarmadas ou detonadas em uma explosão controlada, em alguns casos exigindo a evacuação de milhares de pessoas antecipadamente. Bombas antigas ocasionalmente detonam quando perturbadas, ou quando uma espoleta defeituosa eventualmente funciona, mostrando que as precauções ainda são essenciais ao lidar com elas.